# Florencia Peña
María Florencia Peña (Claypole, Buenos Aires, 7 de noviembre de 1974) es una actriz, comediante y conductora argentina. Es conocida principalmente por haber interpretado al personaje de Mónica «Moni» Argento en la serie de televisión Casados con hijos. Asimismo ha participado en otras series cómicas como Poné a Francella y La niñera.
Por su larga trayectoria en la actuación ha recibido premios tales como tres Martín Fierro (2003, 2004 y 2005) por sus actuaciones en  La niñera y Casados con hijos respectivamente, además también cuenta con tres Premios ACE (2007 2009 y 2010), un Premio Estrella de Mar, un Premio Konex (2011) y dos Premios Carlos (2012 y 2015).
Desde 2020 hasta 2022 fue la conductora del programa Flor de equipo, emitido por Telefe. A partir de mayo del mismo año hasta enero de 2023, fue la conductora de La pu*@ ama emitido por América TV.

## Biografía

### Primeros años
Florencia Peña, nacida en Claypole, a la corta edad de 7 años, se la vio por primera vez en el programa infantil Festilindo. Años después, realizó su primera participación importante en televisión, con 17 años, en 1992, integrando el selecto elenco de la miniserie Son de diez, por Canal 13. Antes realizó el papel de novia del personaje de Juan Ignacio Machado en la novela Regalo del cielo, en 1991.

### Participaciones en televisión
Luego de actuar en Nosotros y los otros (1989), Clave de Sol (1989), Atreverse (1990), Regalo del cielo (1991) y Son de diez (1992-1995), en esta última obtuvo popularidad y fue apodada "La pechocha". Continuó con Sueltos (1996), De corazón (1997-98) y La nocturna (1998-99), más tarde trabajó en Verano del 98 (2000), Chabonas (2000) y en tres capítulos de Tiempo final (uno en el año 2000 y dos más en 2002), entre otros.
Entre 2001 y 2002 actuó en Poné a Francella, ciclo que la encumbró como actriz cómica, y luego protagonizó la miniserie Disputas (2003), donde interpretó escenas de sexo. Recibió un Premio Martín Fierro como "mejor actriz protagonista de unitario y/o miniserie" por su labor.
En 2002, condujo La Banda de Cantaniño en Telefe, y al año siguiente fue coconductora junto a Marley de El show de la tarde.
A principios de 2004, protagonizó la versión argentina de La niñera, donde interpretó a Florencia "Flor" Finkel, la protagonista que en la versión original estadounidense se llamaba Fran Fine la cual era interpretada por Fran Drescher. El programa, de alta audiencia, le consiguió el título de la mejor comediante femenina del país. Recibió otro Premio Martín Fierro por esta actuación, pero esta vez como "mejor actriz de comedia".
Entre el 12 de abril y el 28 de diciembre de 2005, después de terminar la segunda temporada de La niñera, protagonizó Casados con hijos, versión argentina de Married with Children, junto a Guillermo Francella. Tras la exitosa repetición de los capítulos de la sitcom, se grabó en 2006 una segunda temporada. En 2006, recibió su segundo Premio Martín Fierro como "mejor actriz de comedia". Además en 2007, obtuvo su tercera nominación consecutiva en ese rubro, también por el papel de Moni Argento, en la segunda temporada. Con los años Telefe continuó emitiendo esporádicamente los capítulos de la serie, siempre con éxito, consolidándose como un clásico de la televisión Argentina.
Al terminar Casados con hijos, en diciembre de 2006, protagonizó Hechizada, una versión argentina de la original estadounidense protagonizada por Elizabeth Montgomery. Esta nueva producción fue estrenada también por Telefe, pero debido a la baja audiencia, fue cancelada a los pocos meses de su estreno. Luego volvió a la televisión junto a Marley, conduciendo Viaje de Locos, programa en el cual recorrían distintos países y llevaban una pareja famosa de invitados.
En 2008, protagonizó la comedia Una de dos, junto a Fabián Vena y Luis Luque, que se emitió del 28 de enero al 21 de febrero de 2008, ya que al no obtener la audiencia necesaria aspirada por el canal, se decidió suspender su emisión.
En estos años Florencia se consagró figura de telefe tras protagonizar ficciones y realizar trabajos de conducción de programas de televisión.  
En 2009, realizó una participación especial en Los exitosos Pells. Ese mismo año, ella volvió a ocupar el rol de conductora, en Flor de Palabra, adaptación del programa español 20Q. También en este año coprotagoniza una telecomedia, Botineras, junto a Nicolás Cabré, Romina Gaetani, Isabel Macedo, Gonzalo Valenzuela y Damián De Santo, bajo la producción de Underground Contenidos y Endemol. Debido a la caída en sus audiencia, la comedia cambió de género hacia un drama policíaco, y cuando las mediciones comenzaron a ascender, Peña dio la noticia de que se bajaba del proyecto, ya que su personaje no encontró un lugar en la nueva trama, abandonando la tira en marzo de 2010.

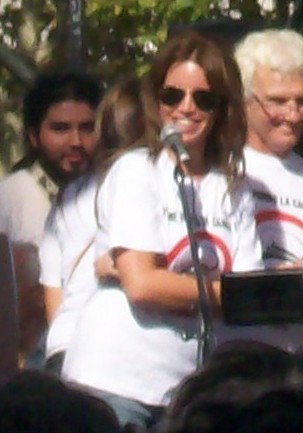
Florencia Peña participando en un acto en conmemoración por el Día de la Memoria (Plaza de Mayo, 24 de marzo de 2010)

Durante el 2010 estuvo en Uruguay filmando la telecomedia Porque te quiero así, que protagonizó en su primera temporada junto a Coco Echagüe, Jorge Esmoris, Diego Delgrossi y elenco. La comedia se emitió por el Canal 10 desde el 27 de julio hasta el 2 de noviembre de 2010.
A fines del 2010, Peña condujo el documental Cuando dije basta, emitido por Cosmopolitan Televisión, que hablaba de distintos casos de distintas mujeres del mundo que habían sufrido violencia doméstica. Peña abrió su propia productora llamada Mar de Fueguitos, que estrenaría su primer programa llamado Sr. y Sra. Camas en formato de telecomedia para la pantalla de Canal 7. Las grabaciones comenzaron en enero de 2011, con Peña como protagonista junto a Gabriel Goity.
Concursó en el reality show de baile Bailando por un sueño 2012 conducido por Marcelo Tinelli, donde obtuvo el 4 puesto tras seis meses de competencia.
En 2013, condujo el programa Dale la tarde en El Trece, junto Mariano Iudica.
En 2014, Peña fue participante en el talent show de imitación emitido por Telefe, Tu cara me suena 2 conducido por Marley, donde obtuvo el tercer puesto tras ocho meses de competencia.
Dos años después, en 2016, protagoniza en Telefe la nueva versión de La peluquería de don Mateo junto a Marley. Ese mismo año, Peña vuelve a la ficción como coprotagonista en la serie de comedia Psiconautas. La primera temporada se estrenó en abril de ese año por la cadena TBS.
En 2017, vuelve a la televisión protagonizando la comedia Quiero vivir a tu lado emitida por El Trece. Ese mismo año, hizo una participación en el Bailando 2017 donde fue jurado en reemplazo de Carolina "Pampita" Ardohain.
En 2018, es convocada por Marcelo Tinelli para que forme parte del jurado titular del Bailando 2018. Ese mismo año, Peña retoma su personaje en la serie Psiconautas, ahora adquirida y producida por la empresa Netflix para su segunda temporada que estrenó en abril de ese año. ese mismo año forma parte de la película del potro dirigida por Netflix 
Al año siguiente, es nuevamente convocada por eltrece para formar parte del Súper Bailando 2019 como jurado. Ese mismo año, hace una participación en un episodio con un papel protagonista en el unitario dramático Otros pecados producido por Pol-ka.
En 2020, es una vez más llamada por Marcelo Tinelli para ser jurado del Bailando 2020 (cancelado por la pandemia de COVID-19), pero Peña rechaza la propuesta y deja eltrece para volver a Telefe donde tendrá un propio programa bajo su conducción. En febrero de ese año, conduce en Telefe dos semanas el programa Cortá por Lozano en reemplazo de Verónica Lozano. En octubre se conoce el nombre del nuevo programa que estará bajo su conducción en Telefe. Finalmente en noviembre de ese año se estrena Flor de equipo, un magacín matutino que cuenta con un grupo de panelistas compuesto por Marcelo Polino, Nancy Pazos, Paulo Kablan, entre otros. Durante el año 2022 está a cargo de la conducción del ciclo televisivo LPA emitido por América Televisión. 
En diciembre de 2021 se sumó a la plataforma de streaming y venta de contenido erótico DivasPlay.

### Participaciones en cine, teatro y otros
En teatro, participó en sus inicios en: En mi cuarto, Blancanieves, Mamá es una estrella, Shakespiriando, Desangradas en glamour, Confesiones de mujeres de 30, Grease y Monólogos de la vagina.
En 2002, actuó en El romance del Romeo y la Julieta y en 2003, en Alicia Maravilla. En 2005, encabezó Revista Nacional con el humorista Miguel Ángel Rodríguez.
En cine, actuó en Ángel, la diva y yo (1999), ¿Y dónde está el bebé? (2002) y Chile 672 (2006).
En 2005, dobló al castellano al personaje Abby Patosa en la exitosa película infantil Chicken Little.
Posteriormente, protagonizó durante 2006 y 2007 la obra teatral Sweet Charity, el famoso musical de Broadway. Su papel y la obra tuvieron excelentes críticas, y tanto la actriz como el espectáculo y su producción obtuvieron sendos Premios ACE en 2007.
Además, grabó la película Dormir al sol en la provincia de San Luis, estrenada en 2012. En el año 2009 protagonizó junto a Luis Luque, su excompañero de Una de dos, la obra Frankie & Johnny en el claro de la Luna, dirigida por Leonor Manso.
En 2010, vuelve al teatro con Un dios salvaje, obra en la que participan actores de la talla de Gabriel Goity, Fernán Miras y María Onetto. Las actuaciones recibieron buenas críticas, en especial la de Florencia.
En el verano 2011-12 protagonizó Cuando Harry conoció a Sally junto a Raúl Taibo en Villa Carlos Paz. Durante 2012, protagonizó junto a Pablo Echarri la obra El hijo de p*#@ del sombrero, pero luego lo abandona a finales del mismo año, y es reemplazada por Nancy Dupláa. Para el año siguiente, Peña vuelve a realizar teatro musical en la obra Vale todo (Anything Goes), que protagonizó junto a Enrique Pinti y Diego Ramos, en el Teatro El Nacional. Luego una exitosa temporada en Mar del Plata.
En la temporada de verano de 2014-15 protagonizó la obra de teatro Casi diva, en la ciudad de Villa Carlos Paz y en el Teatro Del Sol.
En 2018, fue protagonista en la película biográfica sobre la vida del fallecido cantante de cuarteto Rodrigo, El Potro donde interpretó a Beatriz Olave, la madre de Rodrigo.
En 2023 protagonizó el show teatral de Casados con hijos junto a Guillermo Francella,  Luisana Lopilato, Darío Lopilato, Marcelo De Bellis y Jorgelina Aruzzi, en el teatro gran rex con producción Telefe, una marca propiedad de Paramount, y RGB Entertainment .

## Vida personal
Su primer matrimonio fue con Mariano Otero, de 2005 hasta 2012 con quien tuvo dos hijos: Tomás y Juan.
Se casó en segundas nupcias con Ramiro Ponce de León en 2022, con quien tuvo a su tercer hijo, Felipe, nacido en 2017.

## Televisión
| Ficciones | Ficciones                        | Ficciones                     | Ficciones                   | Ficciones                              | Ficciones            |
| Año       | Título                           | Personaje                     | Canal                       | Notas                                  | País                 |
| --------- | -------------------------------- | ----------------------------- | --------------------------- | -------------------------------------- | -------------------- |
| 1983      | Festilindo                       | Ella misma                    | Canal 13                    | Integrante del elenco de niños         | Bandera de Argentina |
| 1985      | La gente del 2000                | Ella misma                    | ATC                         | Integrante del panel                   | Bandera de Argentina |
| 1987      | Chispiluz                        | Flor                          | ATC                         | Actriz de reparto                      | Bandera de Argentina |
| 1987      | Los viernes de Luisina           | Mari                          | ATC                         | Participación especial                 | Bandera de Argentina |
| 1987      | Hombres de ley                   | Andrea                        | ATC                         | Participación especial                 | Bandera de Argentina |
| 1988      | SúperMingo                       | Varios personajes             | Canal 11                    | Participación en sketch                | Bandera de Argentina |
| 1988-1989 | Clave de Sol                     | Luisa                         | Canal 13                    | Actriz de reparto                      | Bandera de Argentina |
| 1989-1990 | Los otros y nosotros             | Julieta                       | Canal 13 / Canal 9 Libertad | Actriz de reparto                      | Bandera de Argentina |
| 1990      | Atreverse                        | Varios personajes             | Telefe                      | Participación especial                 | Bandera de Argentina |
| 1990      | Amigos son los amigos            | Yanina                        | Telefe                      | Participación especial                 | Bandera de Argentina |
| 1991      | Regalo del cielo                 | Silvia                        | Canal 9 Libertad            | Participación especial                 | Bandera de Argentina |
| 1992-1995 | Son de diez                      | Bárbara                       | Canal 13                    | Actriz de reparto                      | Bandera de Argentina |
| 1994      | Aprender a volar                 | Pato                          | Canal 13                    | Participación especial                 | Bandera de Argentina |
| 1995      | Amigovios                        | Maestra Flor                  | Canal 13                    | Participación especial                 | Bandera de Argentina |
| 1996-1997 | Sueltos                          | Victoria                      | Canal 13                    | Protagonista                           | Bandera de Argentina |
| 1997-1998 | De corazón                       | Rita                          | Canal 13                    | Actriz de reparto                      | Bandera de Argentina |
| 1998      | La condena de Gabriel Doyle      | Blanca                        | Canal 9 Libertad            | Participación especial                 | Bandera de Argentina |
| 1999      | La nocturna                      | Paula Guirao                  | Canal 13                    | Actriz de reparto                      | Bandera de Argentina |
| 1999-2000 | Verano del 98                    | Guadalupe “Lupe” Arriaga      | Telefe                      | Actriz de reparto                      | Bandera de Argentina |
| 2000      | Chabonas                         | Varios personajes             | América                     | Actuación en sketchs                   | Bandera de Argentina |
| 2000      | Tiempo final                     | Cinthia                       | Telefe                      | Epi: "Pito final"                      | Bandera de Argentina |
| 2000-2001 | Luna salvaje                     | Ana Morones                   | Telefe                      | Actriz de reparto                      | Bandera de Argentina |
| 2001-2002 | Poné a Francella                 | Señora de Robles Laura Eloísa | Telefe                      | Actuación en sketchs                   | Bandera de Argentina |
| 2002      | Tiempo final 3                   | Gabriela Verónica             | Telefe                      | Epi: "Mano a mano" Epi: "Tarjeta roja" | Bandera de Argentina |
| 2003      | Disputas                         | Majo                          | Telefe                      | Protagonista                           | Bandera de Argentina |
| 2004-2005 | La niñera                        | Florencia “Flor” Finkel       | Telefe                      | Protagonista                           | Bandera de Argentina |
| 2005-2006 | Casados con hijos                | Moni Argento                  | Telefe                      | Protagonista                           | Bandera de Argentina |
| 2007      | Hechizada                        | Samantha                      | Telefe                      | Protagonista                           | Bandera de Argentina |
| 2008      | Una de dos                       | Eva                           | Telefe                      | Protagonista                           | Bandera de Argentina |
| 2009      | Los exitosos Pells               | Lucía Naba                    | Telefe                      | Participación especial                 | Bandera de Argentina |
| 2009-2010 | Botineras                        | Giselle López                 | Telefe                      | Protagonista                           | Bandera de Argentina |
| 2010      | Porque te quiero así             | Susana Macedo                 | Canal 10                    | Protagonista                           | Bandera de Uruguay   |
| 2011      | Sr. y Sra. Camas                 | Débora Camas                  | TV Pública Digital          | Protagonista                           | Bandera de Argentina |
| 2012      | Tiempos compulsivos              | Lara                          | El Trece                    | Participación especial                 | Bandera de Argentina |
| 2014-2015 | Viudas e hijos del rock and roll | Denise Sarabía                | Telefe                      | Participación especial                 | Bandera de Argentina |
| 2015      | Según Roxi                       | Mariana                       | TV Pública                  | Participación especial                 | Bandera de Argentina |
| 2015      | Conflictos modernos              | Julia Martínez                | Canal 9                     | Epi: "Jueza de paz"                    | Bandera de Argentina |
| 2016      | La Peluquería de Don Mateo       | Alelí                         | Telefe                      | Protagonista                           | Bandera de Argentina |
| 2016-2018 | Psiconautas                      | Fabiana Lembo                 | TBS / Netflix               | Protagonista                           | Bandera de Argentina |
| 2017      | Quiero vivir a tu lado           | Natalia Roucco de Justo       | El trece                    | Protagonista                           | Bandera de Argentina |
| 2019      | Otros pecados                    | Sandra                        | El trece                    | Epi: "Kadish para un bar mitzvah"      | Bandera de Argentina |
| 2019      | El host                          | Ella misma                    | El trece / Fox              | Cameo                                  | Bandera de Argentina |

| Programas de televisión | Programas de televisión    | Programas de televisión | Programas de televisión | Programas de televisión  | Programas de televisión                 |
| Año                     | Título                     | Rol                     | Canal                   | Notas                    | País                                    |
| ----------------------- | -------------------------- | ----------------------- | ----------------------- | ------------------------ | --------------------------------------- |
| 2002-2003               | La banda de Cantaniño      | Conductora              | Telefe                  |                          | Bandera de Argentina                    |
| 2003-2004               | El show de la tarde        | Conductora              | Telefe                  |                          | Bandera de Argentina                    |
| 2004-2017-2021          | Por el mundo               | Coconductora            | Telefe                  |                          | Bandera de Argentina                    |
| 2007-2008               | Viaje de locos             | Conductora              | Telefe                  |                          | Bandera de Argentina                    |
| 2009                    | Flor de palabra            | Conductora              | Telefe                  |                          | Bandera de Argentina                    |
| 2010                    | Cuando dije basta          | Conductora              | Cosmopolitan TV         |                          | Bandera de Argentina                    |
| 2012                    | Bailando por un sueño 2012 | Participante            | eltrece                 | Semifinalista            | Bandera de Argentina                    |
| 2013                    | Dale la tarde              | Conductora              | eltrece                 |                          | Bandera de Argentina                    |
| 2014                    | La Nave de Marley          | Conductora              | Telefe                  |                          | Bandera de Argentina                    |
| 2014                    | Tu cara me suena 2         | Participante            | Telefe                  | 3.er puesto              | Bandera de Argentina                    |
| 2015                    | Tu cara me suena 3         | Jurado                  | Telefe                  | Reemplazo (1 programa)   | Bandera de Argentina                    |
| 2017                    | Bailando 2017              | Jurado                  | eltrece                 | Reemplazo (3 programas)  | Bandera de Argentina                    |
| 2018                    | Bailando 2018              | Jurado                  | eltrece                 |                          | Bandera de Argentina                    |
| 2019                    | Bailando 2019              | Jurado                  | eltrece                 |                          | Bandera de Argentina                    |
| 2020                    | Cortá por Lozano           | Conductora              | Telefe                  | Reemplazo (10 programas) | Bandera de Argentina                    |
| 2020-2022               | Flor de equipo             | Conductora              | Telefe                  |                          | Bandera de Argentina                    |
| 2021                    | Minuto para ganar          | Coconductora            | Telefe                  |                          | Bandera de Argentina                    |
| 2022                    | La pu*@ ama (LPA)          | Conductora              | América TV              |                          | Bandera de Argentina                    |
| 2023                    | Got Talent Argentina       | Jurado                  | Telefe                  |                          | Bandera de Argentina                    |
| 2024                    | La isla de las tentaciones | Conducción              | Prime Video             |                          | Bandera de Argentina · Bandera de Chile |
| 2024                    | Cantando 2024              | Conducción              | América TV              |                          | Bandera de Argentina                    |

## Cine
| Año  | Película                     | Personaje             | Director                        | Notas                  | País                                    |
| ---- | ---------------------------- | --------------------- | ------------------------------- | ---------------------- | --------------------------------------- |
| 2000 | Ángel, la diva y yo          | Ana                   | Pablo Nisenson                  | Rol secundario         | Bandera de Argentina                    |
| 2002 | ¿Y dónde está el bebé?       |                       | Pedro Stocki                    | Protagonista           | Bandera de Argentina                    |
| 2005 | Chicken Little               | Abby Patosa           | Joan Cusack                     | Doblaje                | Bandera de Estados Unidos               |
| 2006 | Chile 672                    | Flopi                 | Pablo Bardauil y Franco Verdoia | Participación especial | Bandera de Argentina                    |
| 2011 | Juntos para siempre          | Laura                 | Pablo Solarz                    | Protagonista           | Bandera de Argentina                    |
| 2012 | Dormir al sol                | Adriana María         | Alejandro Chomski               | Protagonista           | Bandera de Argentina                    |
| 2017 | Soy tu karma                 | Nuria                 | Marcelo Politano                | Protagonista           | Bandera de Argentina                    |
| 2018 | El Potro                     | Beatriz Olave         | Lorena Muñoz                    | Participación estelar  | Bandera de Argentina                    |
| 2019 | Los adoptantes               | Victoria "Vicky"      | Daniel Gimelberg                | Protagonista           | Bandera de Argentina                    |
| 2020 | Valle de lobos               | Fernanda              | Alex Tossenberger               | Protagonista           | Bandera de Argentina                    |
| 2021 | Cromos ápices                | Romina                | Gabriel Grieco                  | Protagonista           | Bandera de Argentina                    |
| 2021 | Al tercer día                | Barbara               | Daniel de la Vega               | Protagonista           | Bandera de Argentina                    |
| 2021 | La panelista                 | Marcela Robledo       | Maxi Gutiérrez                  | Protagonista           | Bandera de Argentina · Bandera de Chile |
| 2022 | Granizo                      | Ella misma            | Marcos Carnevale                | Cameo                  | Bandera de Argentina                    |
| 2022 | Más respeto que soy tu madre | Mirta Bertotti        | Marcos Carnevale                | Protagonista           | Bandera de Argentina                    |
| 2022 | Miénteme                     | Bárbara "Barbi" Sáenz | Sebastián Schindel              | Protagonista           | Bandera de Argentina · Bandera de Chile |

## Teatro
| Año         | Obra                                 | Personaje      | Director                          | País                 |
| ----------- | ------------------------------------ | -------------- | --------------------------------- | -------------------- |
| 1987        | Las payasas                          |                |                                   | Bandera de Argentina |
| 1994        | Hamburgueses                         |                | Carlos Moreno                     | Bandera de Argentina |
| 1996        | Tomi                                 |                |                                   | Bandera de Argentina |
| 1997        | La Cenicienta                        | Jasmín         |                                   | Bandera de Argentina |
| 1997        | Convivencia                          |                |                                   | Bandera de Argentina |
| 1998        | En mi cuarto, Blancanieves           | Blancanieves   | Andrés Bazzalo                    | Bandera de Argentina |
| 1998        | Mamá es una estrella                 |                | Ángel Mahler                      | Bandera de Argentina |
| 1999        | Shakespiriando                       |                | Gerardo Hochman                   | Bandera de Argentina |
| 2000        | Desangradas en glamour               |                | José María Muscari                | Bandera de Argentina |
| 2001        | Confesiones de mujeres de 30         |                | Lía Jelín                         | Bandera de Argentina |
| 2002        | Grease                               | Betty Rizzo    | Mike Ribas                        | Bandera de Argentina |
| 2002        | El romance del Romeo y la Julieta    | Julieta        | Manuel González Gil y Rubén Pires | Bandera de Argentina |
| 2002        | La edad de la ciruela                |                | Rubén Pires                       | Bandera de Argentina |
| 2002        | Babilonia                            | La tanita      | Sergio Lombardo                   | Bandera de Argentina |
| 2003        | Alicia maravilla                     | Alicia         | José María Muscari                | Bandera de Argentina |
| 2004 - 2005 | Los monólogos de la vagina           | Narradora      | Lía Jelín                         | Bandera de Argentina |
| 2005        | Revista nacional                     |                | Manuel González Gil               | Bandera de Argentina |
| 2006 - 2007 | Sweet Charity                        | Charity        | Enrique Federman                  | Bandera de Argentina |
| 2009        | Frankie y Johnny en el claro de luna | Frankie        | Leonor Manso                      | Bandera de Argentina |
| 2009        | Danza de verano                      |                | Jorge Azurmendi                   | Bandera de Argentina |
| 2010 - 2011 | Un dios salvaje                      |                | Javier Daulte                     | Bandera de Argentina |
| 2011 - 2012 | Cuando Harry conoció a Sally         | Sally          | Manuel González Gil               | Bandera de Argentina |
| 2012        | Primeras Damas del Musical           |                | Pablo Gorlero y Ricky Pashkus     | Bandera de Argentina |
| 2012        | El hijo de puta del sombrero         | Valeria        | Javier Daulte                     | Bandera de Argentina |
| 2013 - 2014 | Anything Goes                        | Anny           | Javier Faroni                     | Bandera de Argentina |
| 2014 – 2015 | Casi Diva                            | Ella misma     |                                   | Bandera de Argentina |
| 2016        | Se quieren mucho... poquito, nada    |                |                                   | Bandera de Argentina |
| 2016        | Me canto encima                      | Silvia         |                                   | Bandera de Argentina |
| 2017 - 2019 | Los vecinos de arriba                | Ana            | Javier Daulte                     | Bandera de Argentina |
| 2019 - 2020 | Cabaret                              | Sally Bowles   | Gustavo Yankelevich               | Bandera de Argentina |
| 2022        | Network                              |                | Corina Fiorillo                   | Bandera de Argentina |
| 2023        | Casados con hijos                    | Moni Argento   | Guillermo Francella               | Bandera de Argentina |
| 2023 - 2024 | Mamma Mia!                           | Donna Sheridan | Ricky Pashkus                     | Bandera de Argentina |
| 2025        | Pretty woman                         | Vivian Harp    | Ricky Pashkus                     | Bandera de Argentina |

## Discografía
- 2002: Alicia Maravilla - DISTRIBUIDORA BELGRANO NORTE S.R.L.

### Participaciones
- 2003: Colección Educar - Canciones: "Prevención", "Vamos a jugar" y "Ser amigos" junto a Miguel Ángel Rodríguez y Manuel Wirtz.
- 2015: Autora (CD de María José Demare) - Canción: "Vestida para matar" a dúo con María José Demare.

## Premios y nominaciones

### Premio Martín Fierro
| Año  | Categoría                                           | Programa            | Resultado |
| ---- | --------------------------------------------------- | ------------------- | --------- |
| 2002 | Labor humorística                                   | Poné a Francella    | Nominada  |
| 2003 | Mejor actriz protagonista de unitario y/o miniserie | Disputas            | Ganadora  |
| 2004 | Mejor actriz protagonista de comedia                | La niñera           | Ganadora  |
| 2005 | Mejor actriz protagonista de comedia                | Casados con Hijos   | Ganadora  |
| 2006 | Mejor actriz protagonista de comedia                | Casados con Hijos 2 | Nominada  |

### Premios Clarín
| Año  | Categoría                      | Programa                       | Resultado |
| ---- | ------------------------------ | ------------------------------ | --------- |
| 2002 | Mejor actriz                   | Poné a Francella               | Nominada  |
| 2004 | Mejor actriz                   | La niñera                      | Nominada  |
| 2005 | Mejor actriz                   | Casados con Hijos              | Nominada  |
| 2006 | Actriz protagonista de comedia | Casados con Hijos              | Nominada  |
| 2007 | Actriz protagonista de comedia | Casados con Hijos 2, Hechizada | Nominada  |

### Premios Carlos
| Año  | Categoría               | Ciclo                        | Resultado |
| ---- | ----------------------- | ---------------------------- | --------- |
| 2012 | Mejor actriz de comedia | Cuando Harry Conoció a Sally | Ganadora  |
| 2015 | Mejor actriz            | Casi Diva                    | Ganadora  |

### Premios Konex
| Año  | Categoría            | Ciclo                    | Resultado |
| ---- | -------------------- | ------------------------ | --------- |
| 2011 | Actriz de televisión | Trayectoria de la década | Ganadora  |

### Premios ACE
| Año  | Categoría                                     | Ciclo                                | Resultado |
| ---- | --------------------------------------------- | ------------------------------------ | --------- |
| 2002 | Mejor actriz de musical                       | El Romance del Romeo y la Julieta    | Nominada  |
| 2007 | Mejor actriz de musical y/o cafe concert      | Sweet Charity                        | Ganadora  |
| 2008 | Mejor actriz protagónica de comedia dramática | Frankie & Johnny en el Claro de Luna | Nominada  |
| 2009 | Mejor actriz protagónica de comedia dramática | Un Dios Salvaje                      | Ganadora  |
| 2010 | Mejor actriz protagónica de comedia dramática | Un Dios Salvaje                      | Ganadora  |
| 2012 | Mejor actriz protagónica de drama             | El hijo de P*#@ del Sombrero         | Nominada  |
| 2014 | Mejor actriz en musical                       | Anything Goes                        | Nominada  |
| 2019 | Mejor actriz de musical y/o cafe concert      | Cabaret                              | Ganadora  |

### Premios Estrella de Mar
| Año  | Categoría                           | Ciclo                             | Resultado |
| ---- | ----------------------------------- | --------------------------------- | --------- |
| 2002 | Mejor actriz protagónica            | El Romance del Romeo y la Julieta | Nominada  |
| 2014 | Mejor actriz protagónica            | Anything Goes                     | Ganadora  |
| 2016 | Mejor actriz protagónica de comedia | Se quieren mucho... poquito, nada | Nominada  |

### Premio Florencio
| Año  | Categoría               | Ciclo         | Resultado |
| ---- | ----------------------- | ------------- | --------- |
| 2006 | Mejor actriz de musical | Sweet Charity | Nominada  |

### Premios Trinidad Guevara
| Año  | Categoría                          | Ciclo         | Resultado |
| ---- | ---------------------------------- | ------------- | --------- |
| 2006 | Mejor actriz protagónica de teatro | Sweet Charity | Nominada  |

### Premios Iris
| Año  | Categoría               | Ciclo                | Resultado |
| ---- | ----------------------- | -------------------- | --------- |
| 2011 | Mejor actriz de ficción | Porque te quiero así | Ganadora  |

### Premios Cóndor de Plata
| Año  | Categoría               | Ciclo         | Resultado |
| ---- | ----------------------- | ------------- | --------- |
| 2012 | Mejor actriz de reparto | Dormir al sol | Nominada  |

### Premios Hugo
| Año  | Categoría                           | Ciclo         | Resultado |
| ---- | ----------------------------------- | ------------- | --------- |
| 2014 | Mejor actriz protagónica en musical | Anything Goes | Nominada  |

### Premios VOS
| Año  | Categoría    | Ciclo     | Resultado |
| ---- | ------------ | --------- | --------- |
| 2015 | Mejor actriz | Casi diva | Ganadora  |

### Premios Estrella de Concert
| Año  | Categoría               | Ciclo     | Resultado |
| ---- | ----------------------- | --------- | --------- |
| 2015 | Mejor actriz de comedia | Casi diva | Ganadora  |